# Дерета
Дерета је српска издавачка кућа, која постоји скоро четири деценије. Основана је 1987. године у Београду, и у свом окриљу има издавачку кућу, књижару и онлајн књижару.

## Историјат
Издавач и оснивач Дерете је Мирослав Дерета, а књижара се налази у Кнез Михаиловој 46, и има понуду књиге свих издавача из Србије, али и страних. Издавачка кућа је стекла репутацију објављивањем квалитетних домаћих и страних писаца, попут Казуа Ишигура, Џонатана Френзена, Владимира Набокова, Жана Жака Русоа, Милорада Павића и других. Позната је такође по објављивању кавалитетних дела филозофије, као што су Аристотел, Платон, Фридрих Ниче.
Прва објављена књига је била приручник о прављењу коктела коју је написао сам издавач Мирослав 1987. године, а први превођени писци су били из жанра трилера Сидни Шелдон, Дејвид Морел и Харолд Робинс (1989. године). Мирослав Дерета преминуо је 2004. године у педесет шестој години, и њему у част организује се Књижевна награда Мирослав Дерета за најбољи необјављени рукопис текуће године. Поред тога Дерета је додељивала још једну књижевну награду Деретина књига године, која је угашена 2011. године.